# Igòs e Sent Saturnin
Igòs e Sent Saturnin (en francès Ygos-Saint-Saturnin) és un municipi francès situat al departament de les Landes i a la regió de la Nova Aquitània.

## Demografia
| 1962                                       | 1968  | 1975  | 1982  | 1990  | 1999  | 2007  |
| ------------------------------------------ | ----- | ----- | ----- | ----- | ----- | ----- |
| 1.350                                      | 1.412 | 1.420 | 1.282 | 1.207 | 1.135 | 1.123 |
| Des de 1962: població sense dobles comptes |       |       |       |       |       |       |

## Administració
| Període | Identitat     | Partit |
| ------- | ------------- | ------ |
| 2001-   | Pierre Beyria |        |